# Міхай Вашаш
Міхай Вашаш (угор. Vasas Mihály, нар. 14 вересня 1933, Бекешчаба) — угорський футболіст, що грав на позиції нападника, зокрема, за клуби «Шалготар'ян» та МТК (Будапешт), а також національну збірну Угорщини. По завершенні ігрової кар'єри — тренер.
Володар Кубка Мітропи.

## Клубна кар'єра
У футболі дебютував 1953 року виступами за команду «Шалготар'ян», в якій провів вісім сезонів, взявши участь у 197 матчах чемпіонату. Більшість часу, проведеного у складі «Шалготар'яна», був основним гравцем атакувальної ланки команди.
Своєю грою за цю команду привернув увагу представників тренерського штабу клубу МТК (Будапешт), до складу якого приєднався 1961 року. Відіграв за клуб з Будапешта наступні чотири сезони своєї ігрової кар'єри. За цей час виборов титул володаря Кубка Мітропи.
Завершив ігрову кар'єру у команді «Едьетертеш», за яку виступав протягом 1966—1969 років.

## Виступи за збірну
1958 року дебютував в офіційних матчах у складі національної збірної Угорщини. Протягом кар'єри у національній команді провів у її формі 2 матчі, забивши 2 голи.
Був присутній в заявці збірної на чемпіонаті світу 1958 року у Швеції, але на поле не виходив.

## Кар'єра тренера
Розпочав тренерську кар'єру невдовзі по завершенні кар'єри гравця, 1970 року, очоливши тренерський штаб клубу «ГАФУ Волан».
Протягом тренерської кар'єри також очолював команди «Шомберки» (Битом), «Балатонфюзфеї» та БВСК.
Наразі останнім місцем тренерської роботи був клуб БВСК, головним тренером команди якого Міхай Вашаш був протягом 1977 року.

## Титули і досягнення
- Володар Кубка Мітропи (1):

МТК (Будапешт): 1963